# David Mason
David Mason (Wigan, ca. 1960) is een Brits pianofortespeler en koordirigent.

## Levensloop
Mason studeerde aan de Royal Northern College of Music bij Gordon Green en Marjorie Clementi. Hij studeerde verder met de experten in het klassieke repertoire Charles Rosen en Sir William Glock, en was ook een leerling van Artur Schnabel. Hij begon toen aan een carrière als concertant op klavier en als professor voor zang.
Hij trok al concerterende doorheen Europa, op de piano, het klavecimbel en de pianoforte.
Wat betreft hedendaagse muziek heeft hij samengewerkt met Sir Harrison Birtwistle, Jonathon Harvey, Michael Finnisy, Judith Weir, en anderen. 
Hij speelde ook op authentieke instrumenten en nam deel aan wedstrijden:
- In 1983 behaalde hij de Derde prijs in het internationaal concours pianoforte, in het kader van het Festival Musica Antiqua in Brugge
- Hij was ook laureaat van het concours pianoforte in Freiburg.

Hij speelde vaak samen met de Early Music Network in Engeland en concerteerde op authentieke instrumenten in België, Zwitserland, Duitsland en Italië. Hij trad op met kamermuziekensembles en met gerenommeerde musici die op authentieke instrumenten spelen, zoals Pavlov Besnosiuk, Richard Tunnicliffe, Richard Egarr, David Roblou, Lisa Besnosiuk. Hij trad op tijdens vele festivals zoals de Lufthansa Early Music, de festivals in Aldeburgh, Spitalfields, Brighton, etc.
Nadat hij in Madrid was gaan wonen, trad hij op met de voornaamste uitvoerders van oude muziek in Spanje. Hij werd lid van het 'Ritornello Quintet' (blaasinstrumenten en pianoforte). Hij stichtte 'Medio Concertato', ensemble gespecialiseerd in muziek van Corelli en Monteverdi op klavecimbel, en van Haydn, Mozart, Schubert en Schumann. Hij werkte regelmatig samen met de 'Academia de Música Antigua' van de Universiteit van Salamanca, als docent en als zanger. Hij werd de vocale examinator voor heel wat koren en dirigeerde bij de 'Camarata de Madrid'.

## Publicaties
Mason heeft meegewerkt aan Historical Performance Practice (Oxford University Press en Cambridge University Press).
Hij schrijft ook regelmatig artikels in 'The Singer' en in 'Opera Now'. 

## Discografie
- Samen met de sopraan Jane Manning heeft hij verschillende platenopnamen gerealiseerd van hedendaagse muziek, onder andere werk van Harvey, van Olivier Messiaen en de 'Missa del Cid' van Judith Weir.

- Dirigerende van achter de pianoforte, heeft hij opnamen gemaakt van 'La Serva Padrona' en van 'La Petite Messe Solennelle' van Rossini.